# Thurndorf (Weihenzell)
Thurndorf (fränkisch: Duhrn-dorf) ist ein Gemeindeteil der Gemeinde Weihenzell im Landkreis Ansbach (Mittelfranken, Bayern). Thurndorf liegt in der Gemarkung Vestenberg.

## Geografie
Im Dorf fließen der Schwarzenbach (links) und der Hirnbach (rechts) zum Dürrnbach zusammen, einen linken Zufluss des Haselbachs. Im Nordosten grenzt der Buchenwald an, 0,5 km südöstlich erhebt sich der Weinberg. Gemeindeverbindungsstraßen führen nach Frohnhof (1,2 km östlich), nach Külbingen (1,5 km südöstlich), zur Staatsstraße 2246 bei Gebersdorf (1,2 km westlich) und die St 2246 kreuzend nach Frankendorf (1,8 km nördlich).

## Geschichte
Die als Straßendorf angelegte Siedlung wurde 1235 als „Turndorf“ erstmals urkundlich erwähnt. Ob das Bestimmungswort des Ortsnamens das mittelhochdeutsche Wort turn (Turm) oder der germanische Personenname Thuro ist, ist unklar. Ob in dem Ort der Adlige Henricus de Turndorf ansässig war, bleibt ebenfalls ungeklärt, da keinerlei Spuren einer befestigten Anlage gefunden werden können. Entstanden sein könnte die Siedlung im Zeitraum vom 9. bis 11. Jahrhundert im Zuge des Landausbaus. Im Jahre 1279 schenkte Kastellan Siboto Grötsch von Nürnberg mit Zustimmung seiner Frau Hedwig dem Kloster Heilsbronn u. a. ein Lehen in „Torrndorf“. Gottfried und Kunigunde von Heideck verkauften notgedrungen 1311 fünf Höfe in Turndorf an den 13. Abt Heinrich.
Im 16-Punkte-Bericht des Klosteramts Heilsbronn aus dem Jahr 1608 wurden für Thurndorf 5 Bauern und 1 Hirte angegeben, die dem Klosterverwalteramt Heilsbronn unterstanden. Die anderen Grundherren wurden nicht aufgelistet. Im Dreißigjährigen Krieg brannten vier der heilsbronnischen Höfe ab.
Gegen Ende des 18. Jahrhunderts gab es in Thurndorf 6 Anwesen und ein Gemeindehirtenhaus. Das Hochgericht übte das brandenburg-ansbachische Hofkastenamt Ansbach aus. Die Dorf- und Gemeindeherrschaft hatte das Klosterverwalteramt Heilsbronn. Alleiniger Grundherr war das Fürstentum Ansbach (Klosterverwalteramt Heilsbronn: 5 Höfe; Stiftsamt Ansbach: 1 Halbhof). Von 1797 bis 1808 unterstand der Ort dem Justiz- und Kammeramt Ansbach. Im Rahmen des Gemeindeedikts wurde Thurndorf dem 1808 gebildeten Steuerdistrikt Vestenberg und der 1811 gegründeten Ruralgemeinde Vestenberg zugeordnet. Diese wurde im Zuge der Gebietsreform in Bayern am 30. April 1978 aufgelöst und außer Thurndorf nach Petersaurach eingemeindet. Thurndorf wurde nach Weihenzell eingemeindet.

## Einwohnerentwicklung
| Jahr      | 001818 | 001840 | 001861 | 001871 | 001885 | 001900 | 001925 | 001950 | 001961 | 001970 | 001987 | 001999 | 002011 | 002017 |
| Einwohner | 70     | 72     | 83     | 81     | 70     | 59     | 52     | 97     | 69     | 52     | 52     | 52     | 35     | 30     |
| Häuser    | 11     | 13     |        |        | 12     | 10     | 8      | 13     | 13     |        | 15     |        |        |        |
| Quelle    | [ 17 ] | [ 18 ] | [ 19 ] | [ 20 ] | [ 21 ] | [ 22 ] | [ 23 ] | [ 24 ] | [ 25 ] | [ 26 ] | [ 27 ] | [ 28 ] |        | [ 1 ]  |

## Religion
Der Ort ist seit der Reformation evangelisch-lutherisch geprägt und bis heute nach St. Jakob (Weihenzell) gepfarrt. Die Einwohner römisch-katholischer Konfession sind nach St. Bonifatius (Dietenhofen) gepfarrt.